# Introducción y allegro appassionato (Schumann)

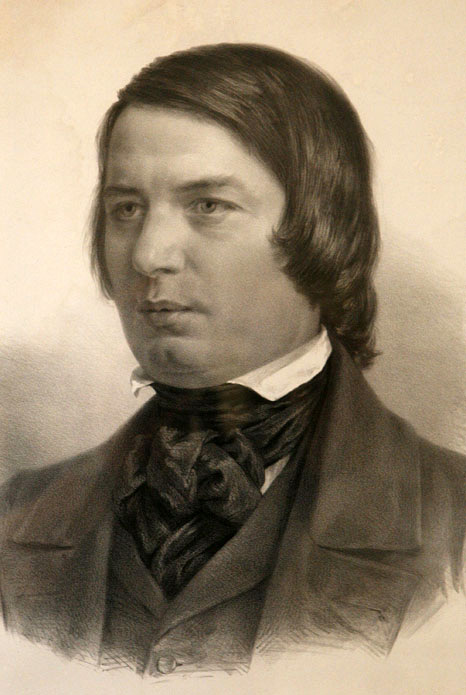
Robert Schumann en 1850.

Introducción y allegro appassionato en sol mayor, Op. 92 , también conocida como Pieza de concierto o en alemán Konzertstück, es una obra para piano y orquesta compuesta por Robert Schumann en 1849. Se estrenó al año siguiente y fue publicada en 1852. Esta pieza no debe confundirse con otra de título similar de este mismo compositor, Introducción y allegro de concierto en re menor, Op. 134

## Historia

### Composición
La composición fue esbozada del 18 al 20 de septiembre de 1849 y orquestada el 26 de septiembre de ese mismo año. Por aquellas fechas el maestro alemán se hallaba inmerso en obras de Lord Byron tales como el poema dramático Manfredo, que dio lugar a su obertura Manfred, Op. 115. Parte de su desesperación urgente también se percibe en el tema inicial del Allegro. Pronto empezaría a ambientar a Byron en las Melodías hebreas, Op. 95. Schumann tradujo el heroísmo representado en la poesía de Byron en una obra para piano y orquesta. 
Schumann escribió siete obras concertantes, entre las que se encuentran sus tres conciertos para instrumento solista y orquesta —el Concierto para piano, Op. 54 (1841); el Concierto para violonchelo, Op. 129 (1850) y Concierto para violín, WoO 23 (1853), además de las piezas de concierto de forma libre como Konzertstück Op. 86 (1849), Op. 92 (1849) y Op. 134 (1853). La opus 92, al igual que el Concierto para cuatro trompas, Op. 86, recibió el título de "Konzertstück" (Pieza de concierto). Con esta denominación Schumann reconocía que tales obras no encajaban en ninguno de los moldes que traían a la mente otros términos. Por desgracia su opus 92 siempre se ha visto eclipsada por el Concierto para piano, Op. 54, a pesar de que esta última marca un significativo cambio estilístico en el compositor. Es curioso que Schumann escribiera para piano y orquesta aproximadamente cada cuatro años: la Fantasía de 1841; el Concierto para piano de 1845; así como las dos piezas separadas para piano y orquesta de 1849 y 1853 respectivamente.

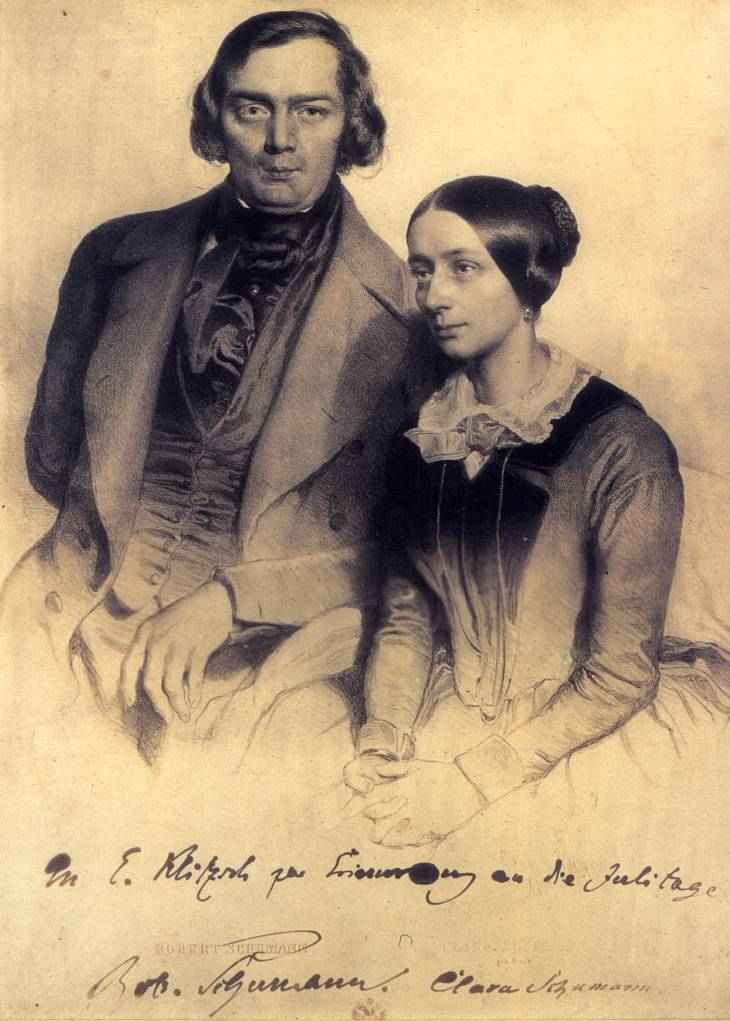
Robert y Clara Schumann en 1847.

### Estreno y publicación
El estreno se celebró el 14 de febrero de 1850 en Leipzig, con la interpretación de Clara Schumann al piano bajo la dirección Julius Rietz. Clara se había puesto manos a la obra en cuanto la pieza estuvo lista, pero en su estreno no se encontraba bien y fue un fracaso. La segunda representación un mes más tarde en Düsseldorf bajo la dirección de su marido, fue un éxito rotundo. No obstante, la obra permaneció en el olvido durante algún tiempo, lo cual según Angela Hewitt es una lástima porque ya sólo por la mágica introducción merece la pena escucharla.
La primera publicación fue llevada a cabo en 1852 por Whistling; por la editora musical Breitkopf & Härtel en Leipzig.

## Instrumentación
La partitura está escrita para piano solista y una orquesta formada por:
- Viento madera: 2 flautas, 2 oboes, 2 clarinetes en si bemol, 2 fagotes.
- Viento metal: 2 trompas, 2 trompetas.
- Percusión: timbales.
- Cuerda: una sección de cuerdas con violines I y II, violas, violonchelos y contrabajos.

## Estructura y análisis
La obra consta de dos movimientos:
- I. Introducción. Langsam, en sol mayor 4
4
- II. Allegro, en mi menor 2
2

La interpretación de la pieza tiene una duración aproximada de 15 minutos.

### I. Introducción.Langsam
El primer movimiento, con la indicación Langsam que significa "Lento", está escrito en la tonalidad de sol mayor y en compás de 4/4. La extensa introducción discurre lentamente, mientras el pianista toca incesantes arpegios acompañado casi de manera imperceptible por instrumentos individuales de la orquesta. Tras una pausa dramática, comienza el Allegro. 

### II.Allegro
El segundo movimiento, Allegro, está escrito en mi menor y en compás alla breve. Arranca con la orquesta ejecutando un gran gesto, del que se hace eco el piano, que trata de empujar la armonía hacia mi menor. Una vez establecida esta nueva tonalidad, surge un tema secundario en la mano izquierda del piano que luego pasa a la mano derecha para repetirse, todo ello con un acompañamiento mínimo en la orquesta. En la atrevida sección de desarrollo, el tema secundario recibe un tratamiento particularmente interesante, apareciendo en la lejana tonalidad de mi bemol menor y disolviéndose después en una interpretación en mi mayor del material introductorio. La reaparición del tema de la introducción en si mayor en un pasaje, si se escuchara solo haría pensar en Brahms. Schumann alterna entre la inversión y fragmentación beethoveniana de las melodías y la exposición completa de las ideas en diferentes armonías en este desarrollo denso e implacable. La lucha se produce cuando el material melódico intenta volver a la tonalidad inicial. En la recapitulación escuchamos finalmente el tema secundario en la tónica, aunque su presentación no es literal. El gran cierre no es todo lo grandioso que podría ser.

## Recepción de la obra
Los críticos no se ponen de acuerdo sobre la importancia de Introducción y allegro appassionato. Algunos califican la obra de poco inspirada, mientras que otros afirman que es una muestra importante del estilo maduro de Schumann. Sin duda, se trata de una estructura única en su formato de un solo movimiento con múltiples secciones y procedimientos de desarrollo inusuales.

## Discografía selecta
- Vladimir Ashkenazy (piano), Uri Segal, Orquesta Sinfónica de Londres.
- Daniel Barenboim (piano), Dietrich Fischer-Dieskau, Orquesta Filarmónica de Londres.
- Murray Perahia (piano), Claudio Abbado, Orquesta Filarmónica de Berlín.
- Sviatoslav Richter (piano), Stanislaw Wislocki, Orquesta Filarmónica Nacional de Varsovia.
- András Schiff (piano), Christoph von Dohnányi, Orquesta Filarmónica de Viena.
- Rudolf Serkin (piano), Eugene Ormandy, Orquesta de Filadelfia.